# Бошачка
Бошачка (словац. Bošáčka) — річка, права притока Вагу, в округах Нове Место-над-Вагом.
Довжина — 21.5 км.
Витік знаходиться в горах Білі Карпати на висоті 550 метрів. Серед приток — Хохолниця і Предполомський потік.
Впадає у Ваг при селі Тренчанске Богуславиці .